# Fifteen Million Merits
«Fifteen Million Merits» —en español: «15 millones de méritos»— es el segundo episodio de la primera temporada de la serie de ciencia ficción distópica británica Black Mirror. Escrito por el creador de la serie Charlie Brooker y Kanak Huq, el episodio está dirigido por Euros Lyn y se estrenó en Channel 4 el 11 de diciembre de 2011.
En un mundo en el que la mayoría de la gente trabaja pedaleando sobre una bicicleta estática para ganar dinero, llamado «Méritos», el episodio cuenta la historia de Bing (Daniel Kaluuya) un joven quien, tras conocer a Abi (Jessica Brown Findlay), la convence participar en un programa de talentos para escapar del esclavizado mundo que se encuentra a su alrededor. Se trata de una distopía de ciencia ficción que presenta una ácida crítica paralela a los programas reality shows, como The X Factor, y figuras como Simon Cowell.
El episodio recibió críticas generalmente positivas. Algunos críticos elogiaron el estilo visual del episodio, su naturaleza provocadora, y destacaron la actuación de Daniel Kaluuya valorando mejor este episodio frente al anterior «The National Anthem». Otros comentaristas criticaron el episodio por no tener una temática original.

## Argumento
En un futuro indeterminado, en un entorno parecido al presente, las personas, principalmente los jóvenes adultos, viven en espacios cerrados y automatizados. Las paredes están cubiertas casi completamente por pantallas en las que se proyectan videos y entretenimiento personalizados con abundante publicidad. Para ganarse la vida, su trabajo consiste en montar sobre bicicletas estáticas que producen energía a cambio de "méritos", una moneda virtual que se utiliza para comprar alimentos, bienes, artículos virtuales para su avatar y programas de entretenimiento. En esta Sociedad, las personas con sobrepeso son despreciadas y, además de servir como participantes en programas de televisión donde se les humilla, se les asignan tareas domésticas y labores de limpieza.
Bingham "Bing" Madsen (Daniel Kaluuya) es un joven que heredó recientemente más de 15 millones de méritos de su hermano muerto. Aunque no está muy interesado en interactuar con nadie un día, mientras hace ejercicio en la instalación, conoce a Abi Khan (Jessica Brown-Findlay) y poco a poco desarrolla una relación con ella. Después de escuchar a Abi cantando en un baño, la alienta a entrar en Hot Shot, un concurso de telerrealidad donde el premio para los ganadores es triunfar en la canción, poder moverse en entornos más lujosos y verse liberados de la obligación de montar en bicicleta. Sin embargo el ticket para formar parte del programa cuesta 15 millones de méritos. 
Bing, sintiendo que no hay nada que valga la pena comprar, vacía su cuenta de méritos para regalar a Abi el ticket de entrada y se une a ella para su audición. Antes de enfrentarse a la audición a Abi se le exige beber una bebida, llamada "Cuppliance", para oficialmente ayudar a templar los nervios, que a la vez es un sedante que relaja la mente de las personas. Ya en el escenario interpreta una versión de "Anyone Who Knows What Love Is" de Irma Thomas ante los jueces Hope (Rupert Everett), Charity (Julia Davis) y Wraith (Ashley Thomas). Aunque están impresionados con su interpretación, y afirman que es la mejor de la que han visto en toda la temporada, revelan a Abi que hasta dentro de dos años no tienen más espacio para nuevos cantantes en sus canales. Como alternativa el juez Wraith sugiere que Abi, por su belleza y genuina ingenuidad, es más adecuada para su programa de pornografía WraithBabes. Tras una intensa presión psicológica en el plató, y a pesar de las protestas que Bing profiere desde el exterior, Abi acepta participar en el programa debido a que los efectos de la droga le anulan la voluntad.
Bing, ya sin Abi, vuelve desolado a su rutina. Un día, mientras ve las pantallas de entretenimiento de su celda personal, aparece un anuncio de un episodio de WraithBabes con Abi. Bing, que no tiene los méritos suficientes para evitar el anuncio, y no puede mirar hacia otro lado sin que los sistemas automáticos emitan una estridente señal para que vuelva a mirar las pantallas, golpea con rabia una de las pantallas, rompiendo su vaso. Mirando uno de los fragmentos de cristal más grandes se le ocurre una idea: esconde el fragmento debajo de la cama junto al envase de la bebida Cuppliance que Abi había bebido en su audición. Pasan los siguientes meses ganando méritos de forma agresiva en la bicicleta y restringiendo todas las demás compras para volver a ganar los 15 millones de méritos con los que logra comprar otro ticket de participación a Hot Shot.
Antes de su prueba Bing oculta el fragmento de cristal en los pantalones y finge haber bebido el Cuppliance mostrándoles el contenedor vacío de Abi. Ante los jueces comienza con un número de baile que los impresiona a ellos y al público cuando, de repente, saca el fragmento de cristal y amenaza con cortarse el cuello delante de todos si no le dejan hablar ante todos. Aunque el juez Wraith le sugiere que lo haga, los otros jueces lo escuchan. Bing enfadado con el sistema habla sobre el frío, la falta de humanidad y cómo todo lo que los rodea es artificial y carente de emociones. Impresionados por el discurso, tras una discusión, el juez Hope ofrece a Bing tener su propio programa en uno de sus canales.
Algún tiempo después se muestra a Bing grabando una entrada de su programa, que consiste en que él sostiene el fragmento de vidrio en su cuello para despotricar sobre el sistema antes de terminar la emisión con la colocación de anuncios. Bing ahora vive en una habitación mucho más grande, en un entorno lujoso, y el episodio termina con Bing tomando un zumo de naranja mientras mira, a través de un lado de su habitación, hacia un bosque verde que se extiende a lo lejos.

## Reparto
- Daniel Kaluuya - Bingham "Bing" Madsen
- Jessica Brown-Findlay - Abi Khan
- Rupert Everett - Juez Hope
- Julia Davis - Jueza Charity
- Ashley Thomas - Juez Wraith
- Paul Popplewell - Dustin
- Isabella Laughland - Swift
- David Fynn - Oliver
- Colin Carmichael - Kai
- Hannah John-Kamen - Selma Telse
- Kerrie Hayes - Glee
- Eugene O'Hare - Hammond
- Jaimi Barbakoff - Anna
- Merce Ribot - Señorita de Recepción
- Matthew Burgess - Anfitrión
- Laura Power - Entrevistador
- Matt Stokoe - Guardia

## Crítica
Natalia Marcos y Eneko Ruiz Jiménez, en el artículo "Black Mirror: todos los episodios ordenados de peor a mejor" publicado en el diario El País, señalan a este episodio en la posición 5 de 19: "En este mundo alternativo, el fin último de las personas es participar en un programa de televisión al estilo Factor X para intentar salir de la situación de esclavitud en la que viven su día a día, pedaleando todo el rato y viviendo a través de un avatar virtual. Este episodio de la primera temporada dispara contra varios flancos, como la telebasura o una sociedad alienada llevada al extremo que se puede extrapolar fácilmente a la realidad actual. Un mundo futuro pero muy presente".
Juan Ramón Molina Pos en el artículo "Black Mirror y “15 millones de méritos”; una prisión fundamentada en un sistema de pantallas, interfaces y avatares" afirma: "La primera crítica se refiere a nuestra adicción a las pantallas y a las interfaces. (...) En el mundo representado en este episodio, las personas visualizan programas de televisión o juegan a videojuegos al tiempo que trabajan, de modo que son contadísimas las ocasiones en que no están conectados a algún tipo de interfaz. Se trata de una sociedad hipermediatizada, y la abundancia de pantallas provoca en el espectador una cierta sensación de agobio o asfixia (...) Lo único que se les ofrece es la ilusión de la liberación, y no la liberación en sí misma. Por tanto, crítica también dirigida a los talent shows de la programación. De forma similar se critica también la publicidad agresiva e idiotizante con la que somos bombardeados a diario por todo tipo de canales—por ejemplo, cuando queremos ver un video en YouTube".
Silver Draper, en la crítica publicada en El Solitario De Providence, reseña: "Sin que sea un episodio genial ni tan crítico como apuntan muchos que deberían ver más películas y series, me ha parecido más acertado como reflexión de la idiotez de la masa colectiva que el primero (The National Anthem). El futuro que nos cuenta es imposible, pero te mantiene interesado en la trama. Y lo mejor es el final, alejado de lo políticamente correcto y, a diferencia del resto del capítulo, creíble".
David Sims para The A.V. Club le da al episodio una A, describiéndolo como "visualmente transparente" y "una pieza deslumbrante de ciencia ficción que construye su mundo lenta pero perfectamente en el transcurso de una hora". Califica al personaje principal Bing "tal vez demasiado inescrutable", pero dice que el final es "devastador e inteligente".
Tim Surette, de TV.com, afirma que el episodio es "una de las horas más bellas e inquietantes de la televisión de ciencia ficción que jamás verás". Surette evalúa que: "Lleno de magníficos elementos visuales, un puntaje conmovedor y un futuro completamente realizado que puede no estar muy lejos, nunca hay un momento en el que 15 Millones De Méritos sea nada menos que atrapante, aterrador y estimulante.(...) 15 Millones De Méritos quiere que te mires al espejo y hagas algo al respecto ".
Sam Wollaston, del periódico británico The Guardian, describe este episodio como "televisión original, reflexiva y provocadora. (...) Todas las actuaciones son buenas. (...) El mundo mostrado es llamativo para mirar y hermoso".